# Békéscsaba
Békéscsaba (ungerskt uttal: [ˈbeːkeːʃt͡ʃɒbɒ], tyska: Tschabe, rumänska: Bichișciaba, slovakiska: Békešská Čaba) är en stad i provinsen Békés i sydöstra Ungern. Staden är huvudort i provinsen Békés. Békéscsaba har 58 002 invånare (2021), på en yta av 193,93 km².
Befolkningen utgjordes tidigare huvudsakligen av slovaker och var känd för sin tillverkning av vävnader. Békéscsaba är en järnvägsknut.

## Vänorter
- Beiuş, Rumänien (1999)
- S:t Michel, Finland (1981)
- Zrenjanin, Serbien (1966)
- Odorheiu Secuiesc, Rumänien (1991)
- Tarnowskie Góry, Polen (1994)
- Trenčín, Slovakien (1992)
- Uzjhorod, Ukraina (1998)
- Wittenberg, Tyskland (1995)